# 贺纯
贺纯字仲真，会稽山阴人。汉安帝朝官员、隐士。本姓庆，因避讳安帝之父的名字而改姓贺。朝廷多次征辟，贺纯都不就官。最后拜议郎，上言议论数百事，其中许多都受到了关注和采纳。担任过侍中、江夏太守。有侄贺齐（《元和姓纂》作孙），仕孙吴。